# ゴーハム病
ゴーハム病（ゴーハムびょう、Gorham's disease、Gorham-Stout syndrome）は、局所的な骨組織の進行性溶解を特徴とするきわめて稀な疾患であり、溶解した骨組織は線維性組織と拡張した壁の薄い血管に置換される。大量骨溶解症（Massive osteolysis）と同義語とされている。1838年にJacksonによって最初に上腕骨に発症した例が報告された。1955年にGorhamとStoutが自験例2症例と既報告例22症例の計24症例を詳細に調査したことでGorham-Stout病という病名が一般的となった。なお、この疾患の専門的な情報は医師が提供する「リンパ管疾患情報ステーション」（末巻にリンクあり）を参照するべきである。

## 同義語
- Disappearing Bone Disease
- Essential Osteolysis
- Gorham's Syndrome
- Gorham-Stout Syndrome
- Idiopathic Massive Osteolysis
- Massive Gorham Osteolysis
- Massive Osteolysis
- Morbus Gorham-Stout Disease
- Progressive Massive Osteolysis
- Vanishing Bone Disease
- Phantom Bone Disease
- 大量骨溶解症
- ゴーハン病
- ゴーラム病

## 難病法への指定
平成27年7月1日から、難病の患者に対する医療等に関する法律の指定難病に「277 リンパ管腫症/ゴーハム病」として登録された。

## 原因
この病気の原因は明らかになっていない。

## 患者数
平成24,25年度の厚生労働省難治性疾患克服研究事業の「リンパ管腫症の全国症例数把握および診断・治療法の開発に関する研究班」により全国調査が行われた結果、ゴーハム病は40例が登録された。なお、後述するリンパ管腫症の登録数は42件であり、ゴーハム病とリンパ管腫症をあわせた国内推定患者数は100名程度と考えられている。ゴーハム病とリンパ管腫症をあわせた患者の発症時の年齢は0歳から64歳と幅があったが、平均年齢は12.6歳、中央値が6歳で、81.7%が小児期に発症していた。

## 診療科
小児で発症する例が比較的多いことから、小児科が担当する例が多く、小児で発症した患者が成人に移行してからも小児科が引き続き担当している例が多い。一方で、成人で発症した例では、どの診療科が受け持つのかが問題となる。内科、外科、ときに放射線科も含めて集学的治療を要するが、非常に希少な疾患であり、根本的治療法がないことから、成人診療科に主導して診察できる医師が少なく、患者の苦悩は大きい。

## 従来の「ゴーハム病」診断基準
1983年にHeffezらは8項目からなるMassive osteolysisの診断基準を挙げている。
1. 血管増生を示す組織所見
2. 細胞の異型がない
3. 骨増殖反応の欠如
4. 局所の進行性骨吸収
5. 骨皮質の膨隆やびらんがない
6. 実質臓器に病変がない
7. X線像上の骨融解
8. 遺伝性、代謝性、腫瘍性、免疫性、感染性疾患が除外される

## 現在の診断基準に至るまで
Heffezらの8項目からなるゴーハム病診断基準では、「6.臓器に病変がないこと」とされているが、内臓病変を合併している症例報告が多数あり、現在の認識とは異なっている。ゴーハム病と類似する疾患にリンパ管腫症がある。リンパ管腫症（generalized lymphatic anomaly）は全身臓器にリンパ管組織が増殖する希少性難治性疾患であり、症状は浸潤臓器により様々であるが、骨溶解や乳び胸水も引き起こす。そのため、臨床的にはゴーハム病とリンパ管腫症が明確に区別できないことがある。平成24,25年度の厚生労働省難治性疾患克服研究事業の「リンパ管腫症の全国症例数把握および診断・治療法の開発に関する研究班」において、ゴーハム病の診断基準が作成されたが、そこでは、ゴーハム病とリンパ管腫症の特徴が重複し、明確に区別することが困難であったという理由で、敢えて両者を区別しない「リンパ管腫症・ゴーハム病診断基準」が作成された。ただし、ゴーハム病の骨病変は骨皮質から溶解するのに対して、リンパ管腫症に伴う溶骨性病変は髄質を中心に骨溶解するのが特徴であり、その点においてゴーハム病とリンパ管腫症を区別することが可能であると考えられる。

## 現在の「リンパ管腫症・ゴーハム病」診断基準
下記（1）のa)～c)のうち一つ以上の主要所見を満たし、（2）の病理所見を認めた場合に診断とする。病理検査が困難な症例は、a)～c)のうち一つ以上の主要所見を満たし、臨床的に除外疾患を全て否定できる場合に限り、診断可能とする。
（1）主要所見
a) 骨皮質もしくは髄質が局在性もしくは散在性に溶解（全身骨に起こりうる）。
b) 肺、縦隔、心臓など胸腔内臓器にびまん性にリンパ管腫様病変、またはリンパ液貯留。
c）肝臓、脾臓など腹腔内臓器にびまん性にリンパ管腫様病変、または腹腔内にリンパ液貯留。
（2）病理学的所見
組織学的には、リンパ管内皮によって裏打ちされた不規則に拡張したリンパ管組織よりなり、一部に紡錘形細胞の集簇を認めることがある。腫瘍性の増殖は認めない。
特記事項
- 除外疾患：リンパ脈管筋腫症などの他のリンパ管疾患や悪性新生物による溶骨性疾患、遺伝性先端骨溶解症、特発性多中心性溶骨性腎症、遺伝性溶骨症候群などの先天性骨溶解疾患。
- リンパ管奇形（リンパ管腫）が明らかに多発もしくは浸潤拡大傾向を示す場合には、リンパ管腫症と診断する。

## 病理組織像
- 組織学的には、拡張した小脈管の増生をみる angiomatosis の像や海綿状の血管腔をみる hemangioma の像が認められる。骨内に限局していることも、周囲の軟部組織にも血管病変がみられることもある。組織学的には angiomatosis や hemangioma と特に変わるところはなく、特異的な所見はない。組織像のみから Gorham-Stout病と診断することは困難であり、その診断には、臨床情報、特に画像所見との対比が必須である[7]。
- 病変部位には不規則に拡張したD2-40陽性のリンパ管内皮細胞が増殖していることがある[6]。

## 症状
- 全身のあらゆる骨に単発性あるいは多発性に発現する。病発は潜行性で、無痛性に始まるが、病状進行に伴い疼痛が出現し、運動制限や筋力低下が認められるようになる[8]。乳び胸水は比較的頻度の高い合併症の1つである。
- 全身骨のどこからでも発症し、顎骨、鎖骨、肋骨、脊椎、骨盤、大腿骨に多い。溶骨は1つの病変から連続性・破壊的に進展し、骨端に至ると関節を破壊することなく相対する隣接骨を侵す。画像上は骨髄内や骨皮質下に、境界不鮮明なX線透過性の亢進した病変として始まり、徐々に拡大、融合する。単純X線写真上は先細りや薄い殻状となるが、他の溶解性疾患と違い、骨新生や反応性骨形成などは認められない。症状は浸潤部位によるが、局所の疼痛、腫張、脆弱性、病的骨折を起こす。頭蓋骨、脊柱病変の場合は、重篤な神経症状や麻痺などを起こす可能性がある。また約25%の症例が乳び胸を合併し、呼吸苦や呼吸不全を起こす[9]。

## 治療
治療は主にこの病気の進行を停止させることを目的としており、以下のような治療法が採られている。
1. シロリムスまたはエベロリムス（商品名ラパミューン、ラパリムス、アフィニトール等）[10][11]
2. プロプラノロール（商品名：インデラル）[12][13][14]
3. α-インターフェロン[10][15][16]
4. ベバシズマブ[17]
5. OK-432（ピシバニール）[15][18][19][20]
6. ビスホスホネート系薬剤(アレンドロン酸ナトリウム水和物、パミドロン酸ナトリウム、ゾレドロン酸水和物、商品名：ゾメタ、アレディア、フォサマック等)[21][22][23][24]
7. 放射線治療[25][26][21]
8. 外科的病巣の切除（ただし、骨移植は再吸収が起こることが多いとされる)[16][27]
9. その他（抗凝固剤（ヘパリン）（ただし、上記α-インターフェロン、放射線治療、外科的病巣の切除との併用）[28],イマチニブ治療[29])

## その他
- 2013年5月29日 読売新聞朝刊 医療ルネサンス№5583『難病とともに 希少患者の悩み＜1＞』において紹介されている。
- 2015年2月15日 「リンパ管腫？リンパ管腫症？ゴーハム病？」とのテーマで第1回小児リンパ管疾患シンポジウムが開催された。（主催：小児リンパ管疾患研究班）